# Lista de répteis ameaçados do Brasil
|  | Lista de anfíbios ameaçados do Brasil |  | Lista de aves ameaçadas do Brasil |  | Lista de mamíferos ameaçados do Brasil |  | Lista de répteis ameaçados do Brasil |  |

O Brasil possui uma lista oficial de espécies ameaçadas. De acordo com o Instituto Chico Mendes de Conservação da Biodiversidade (ICMBio) e o Ministério do Meio Ambiente (MMA) existem 80 espécies e subespécies de répteis brasileiros considerados ameaçados de extinção, utilizando os mesmos critérios e categorias adotadas pela União Internacional para a Conservação da Natureza e dos Recursos Naturais (IUCN). O estado de conservação de espécies ameaçadas podem ser os seguintes: vulnerável VU, em perigo EN, e criticamente em perigo CR. Frequentemente o estado de conservação não é o mesmo entre a lista do ICMBio e da IUCN. A seguinte lista é baseada na Portaria número 444, de 17 de dezembro de 2014, publicada no Diário Oficial da União.

## OrdemTestudinata(tartarugas)

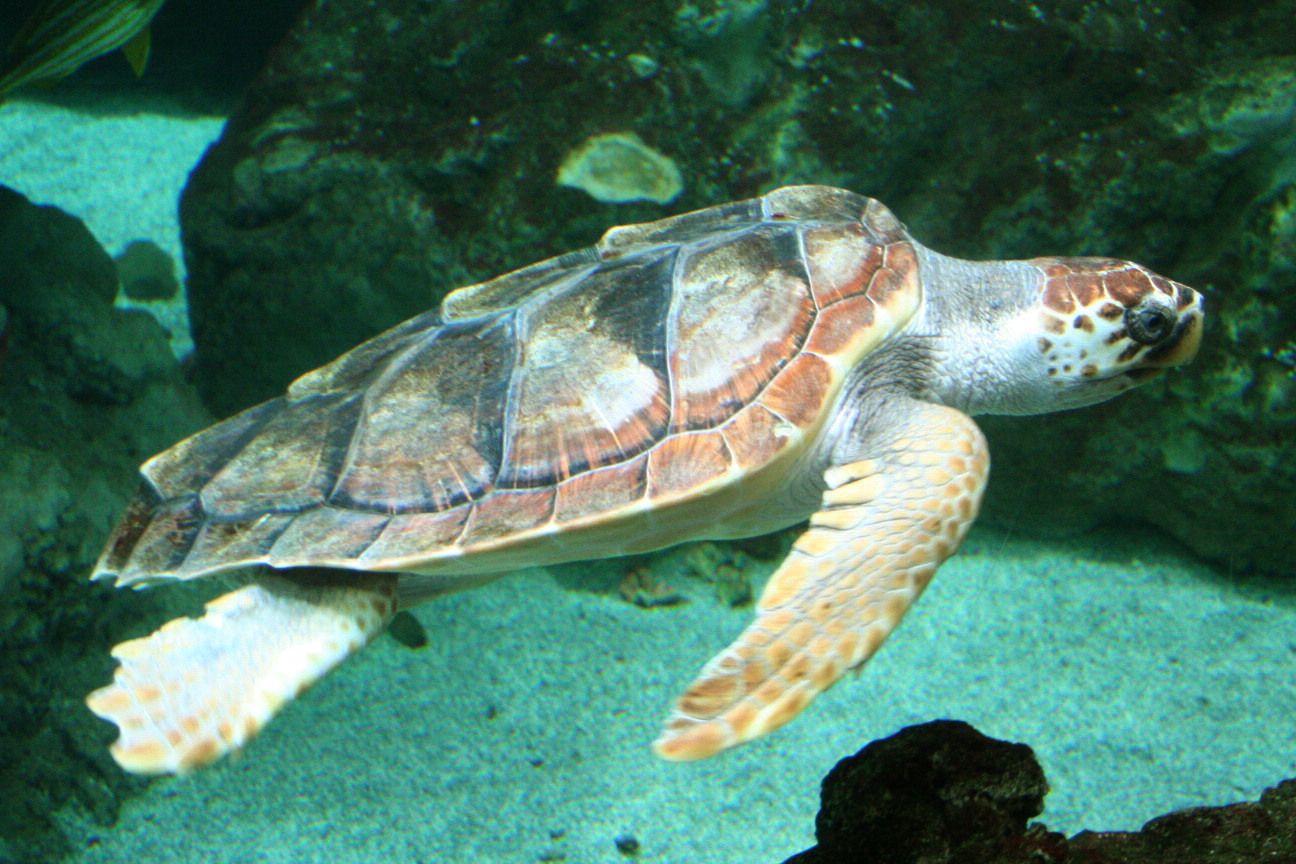
A tartaruga-cabeçuda (Caretta caretta) é uma espécie em perigo de tartaruga marinha.

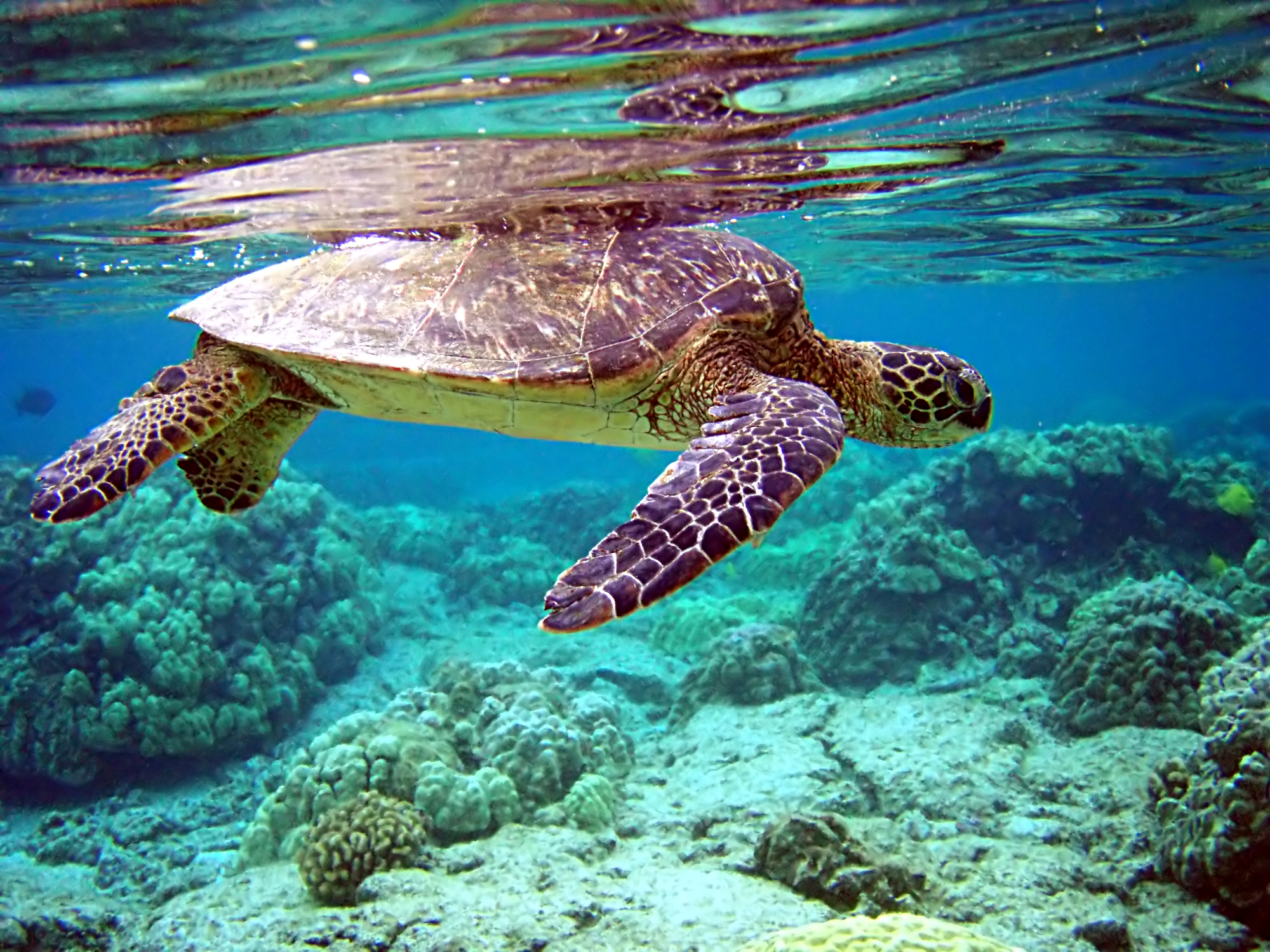
A tartaruga-verde (Chelonia mydas) é uma espécie vulnerável segundo o ICMBio.

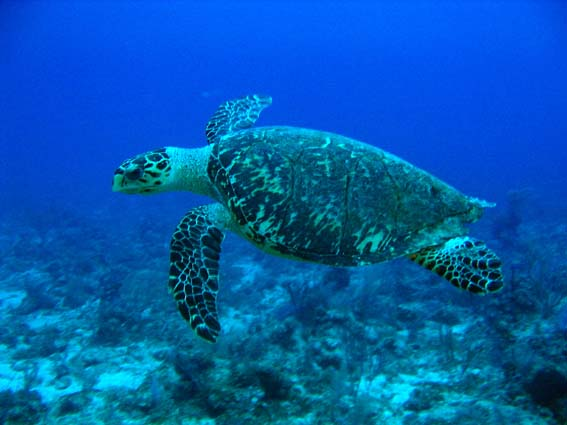
A tartaruga-de-pente (Eretmochelys imbricata) é uma espécie criticamente em perigo.

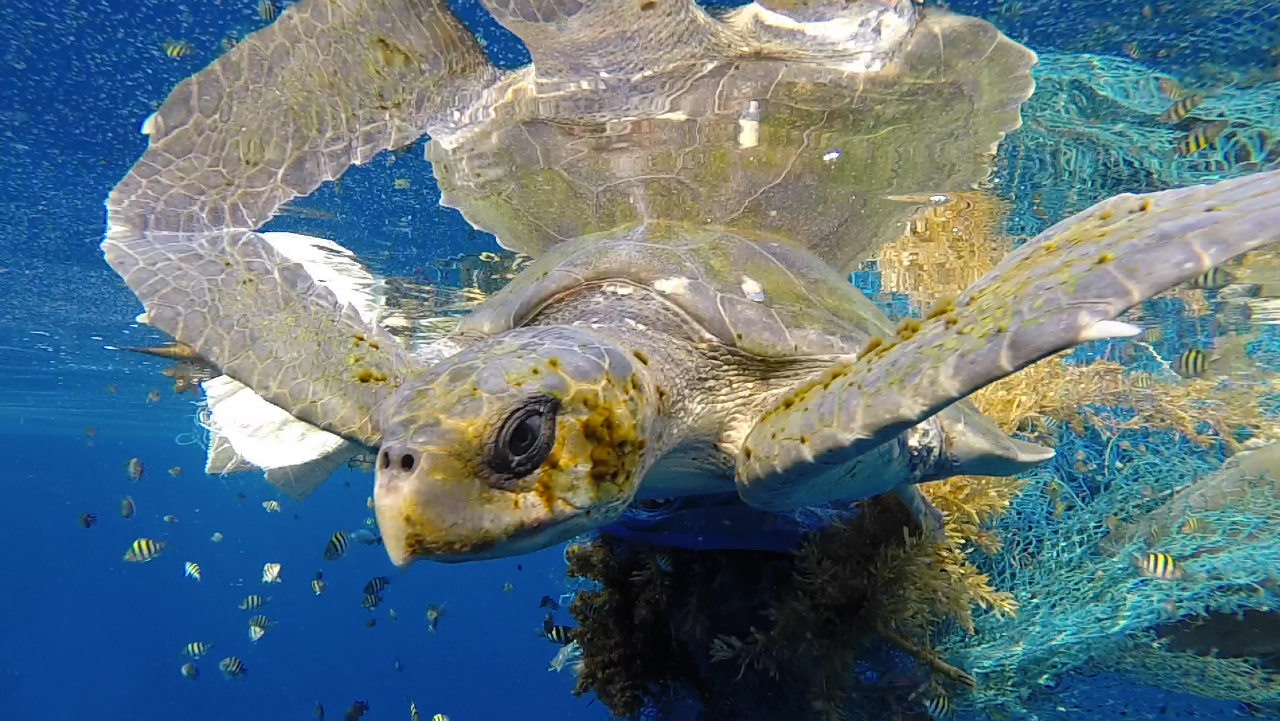
A tartaruga-oliva (Lepidochelys olivacea) é uma espécie em perigo de tartaruga-marinha.

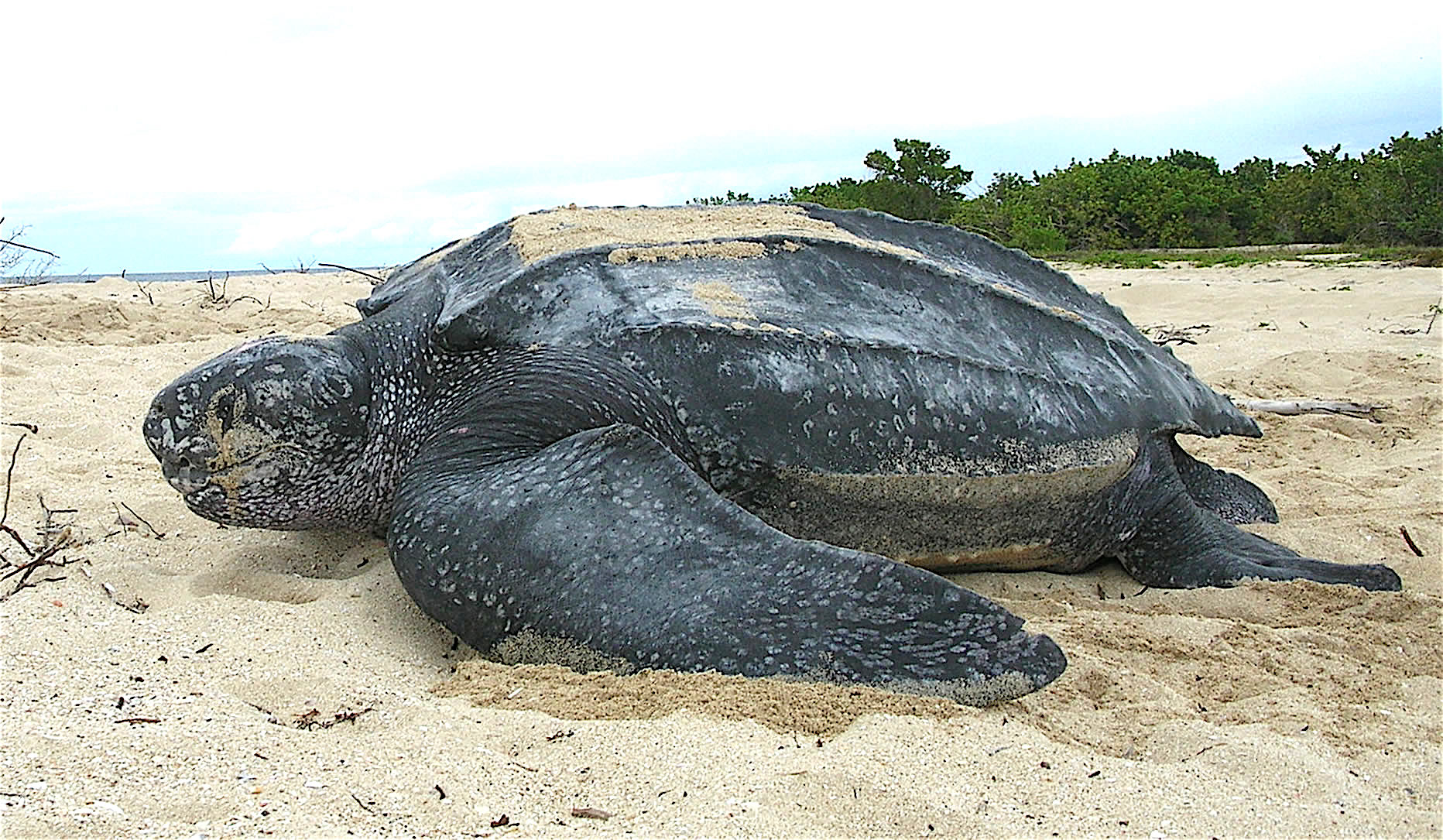
A tartaruga-de-couro (Dermochelys coriacea) é uma espécie criticamente em perigo.

Família Cheloniidae (tartarugas-marinhas)
- Caretta caretta (tartaruga-cabeçuda) VU IUCN - Estado ICMBio EN
- Chelonia mydas (tartaruga-verde) EN IUCN - Estado ICMBio VU
- Eretmochelys imbricata (tartaruga-de-pente) CR IUCN - Estado ICMBio CR
- Lepidochelys olivacea (tartaruga-oliva) VU IUCN - Estado ICMBio EN

Família Dermochelyidae (tartarugas-marinhas)
- Dermochelys coriacea (tartaruga-de-couro) VU IUCN - Estado ICMBio CR

Família Chelidae (cágados)
- Mesoclemmys hogei (cágado-de-hogei) EN IUCN - Estado ICMBio CR

## OrdemSquamata(cobras, lagartos, lagartixas e calangos)
Família Phyllodactylidae (geckos)

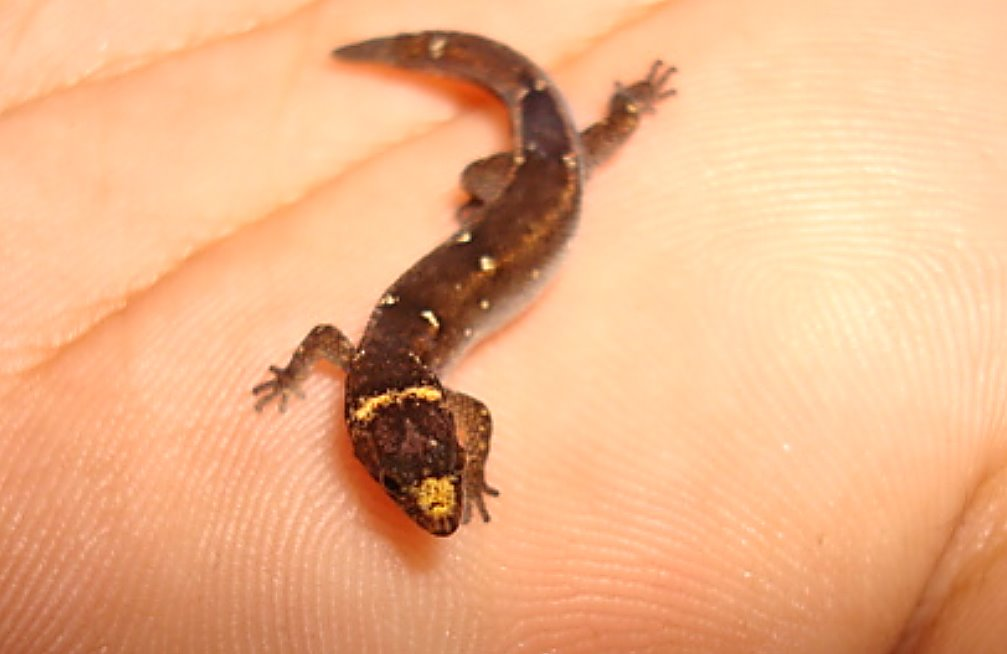
Coleodactylus natalensis é uma espécie em perigo de lagarto.

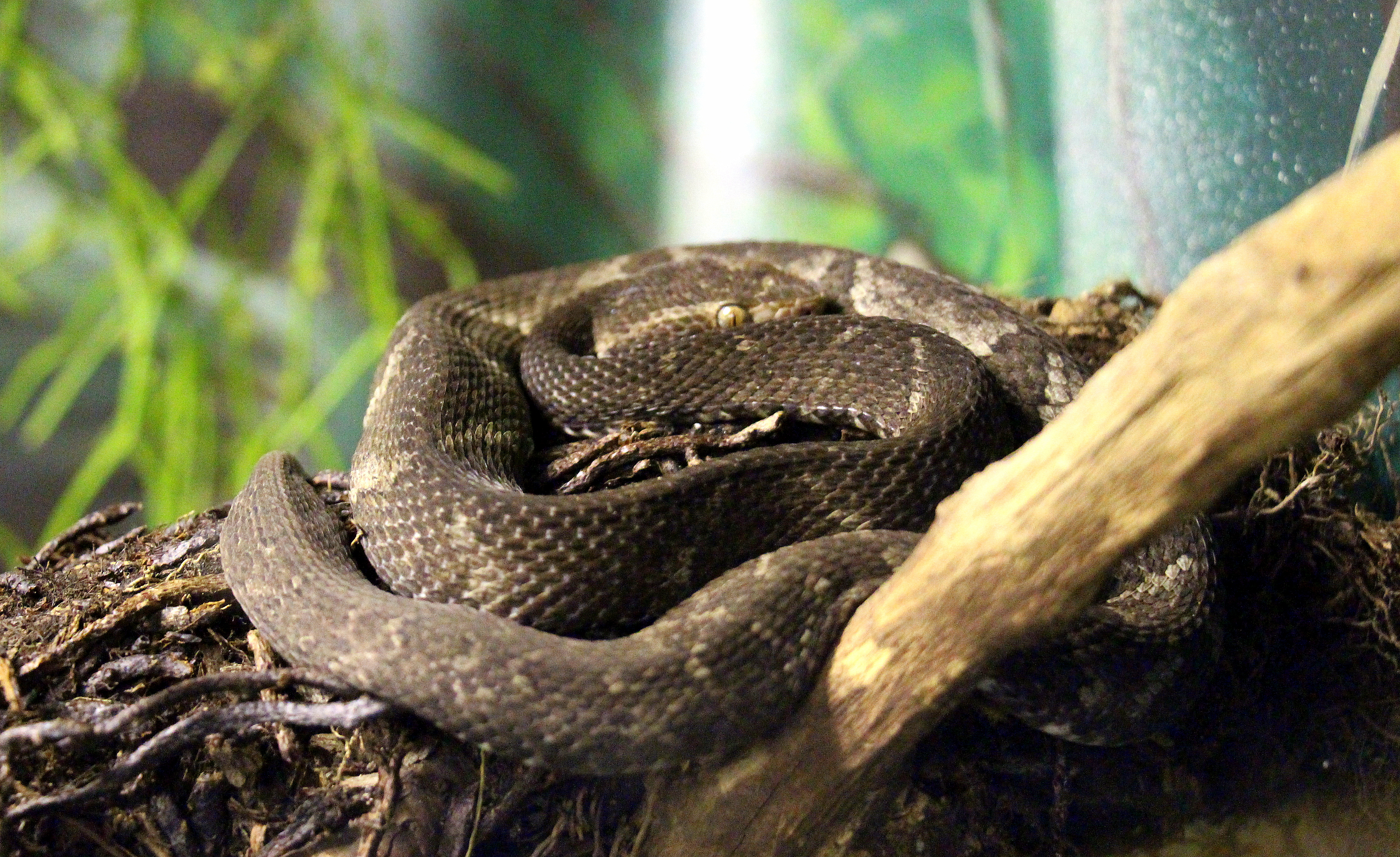
A jararaca-de-alcatrazes (Bothrops alcatraz) é uma espécie criticamente em perigo de jararaca.

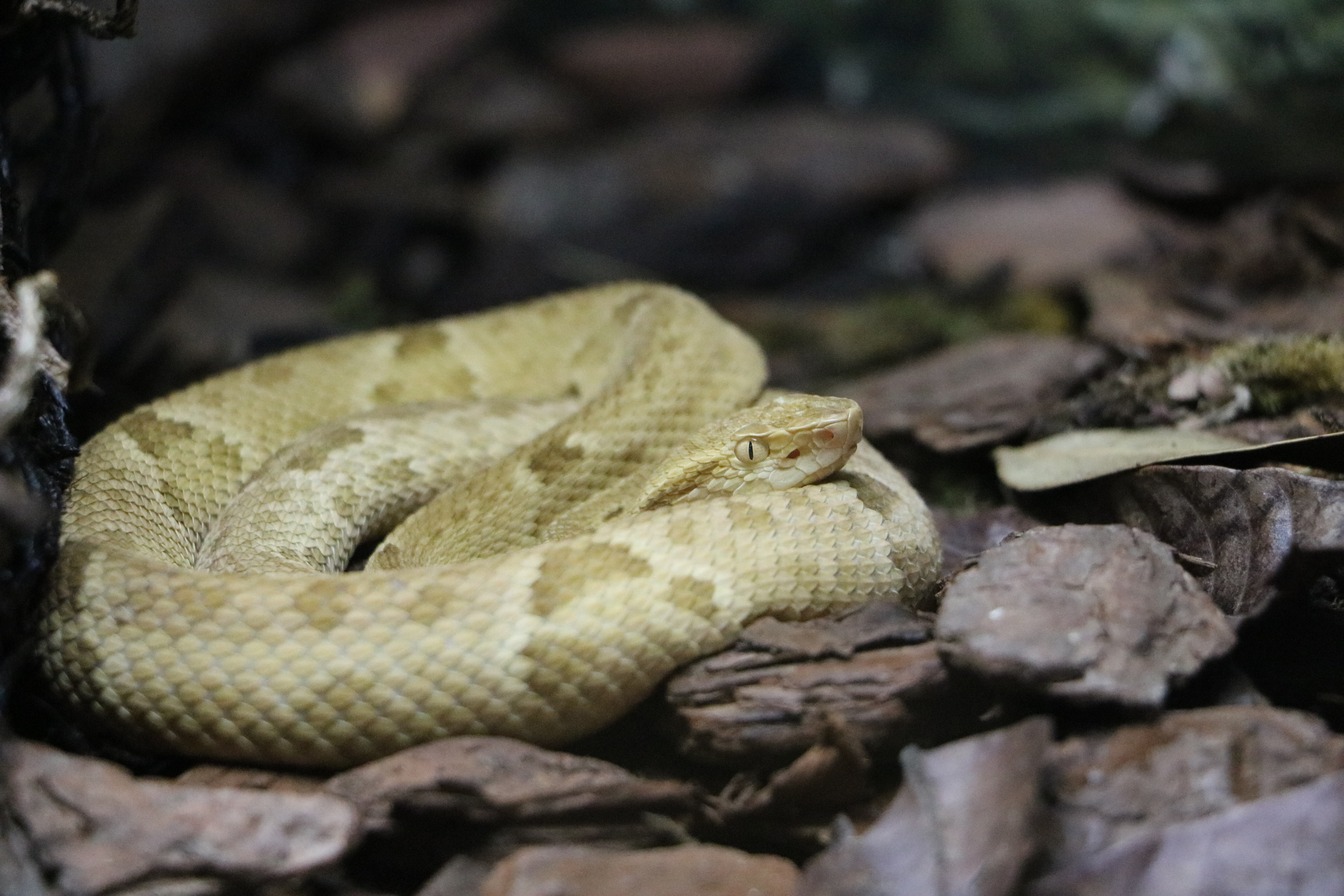
A jararaca-ilhoa (Bothrops insularis) é uma espécie criticamente em perigo de jararaca.

- Homonota uruguayensis (gecko-do-campo) NE - Estado ICMBio VU

Família Sphaerodactylidae (lagartos e calangos)
- Coleodactylus natalensis (lagarto-de-folhiço) DD IUCN - Estado ICMBio EN
- Gonatodes tapajonicus (desconhecido) NE - Estado ICMBio EN

Família Mabuyidae (lagartos e calangos)
- Brasiliscincus caissara (calango-liso-da-restinga) (NR) - Estado ICMBio EN

Família Dactyloidae (papa-ventos)
- Dactyloa nasofrontalis (papa-vento) NE - Estado ICMBio VU
- Dactyloa pseudotigrina (papa-vento) NE - Estado ICMBio VU

Família Leiosauridae (papa-ventos)
- Enyalius erythroceneus (papa-vento-da-chapada) (NR) - Estado ICMBio CR

Família Liolaemidae (lagartixas)
- Liolaemus lutzae (lagartixa-da-areia) VU IUCN - Estado ICMBio CR
- Liolaemus occipitalis (lagartixa-da-praia) VU IUCN - Estado ICMBio VU

Família Tropiduridae (lagartos)
- Stenocercus azureus (iguaninha-azul) NE - Estado ICMBio EN
- Stenocercus dumerilii (desconhecido) NE - Estado ICMBio VU
- Tropidurus erythrocephalus (calango) NT IUCN - Estado ICMBio VU
- Tropidurus hygomi (calango) NE - Estado ICMBio VU
- Tropidurus imbituba (calango) NE - Estado ICMBio CR
- Tropidurus psammonastes (calango) DD IUCN - Estado ICMBio EN

Família Gymnophthalmidae
- Heterodactylus lundii (briba) NE - Estado ICMBio VU
- Bachia didactyla (desconhecido) NE - Estado ICMBio EN
- Bachia psamophila (desconhecido) NE - Estado ICMBio CR
- Calyptommatus leiolepis (descohecido) NE - Estado ICMBio EN
- Calyptommatus nicterus (desconhecido) NE - Estado ICMBio EN
- Calyptommatus sinebrachiatus (desconhecido) NE - Estado ICMBio EN
- Colobodactylus dalcyanus (lagartinho-do-folhedo) DD IUCN - Estado ICMBio EN
- Heterodactylus septentrionalis (desconhecido) NE - Estado ICMBio EN
- Leposoma annectans (desconhecido) NE - Estado ICMBio VU
- Leposoma baturitensis (desconhecido) NE - Estado ICMBio EN
- Leposoma nanodactylus (desconhecido) NE - Estado ICMBio EN
- Leposoma puk (desconhecido) NE - Estado ICMBio EN
- Liolaemus arambarensis (lagartixa-das-dunas) EN IUCN - Estado ICMBio EN
- Placosoma cipoense (lagartinho-do-cipó) NE - Estado ICMBio EN
- Procellosaurinus tetradactylus (desconhecido) NE - Estado ICMBio EN

Família Teiidae (teiús)
- Ameiva parecis (calango) NE - Estado ICMBio EN
- Ameivula abaetensis (lagartinho-de-abaeté) NE - Estado ICMBio EN
- Ameivula littoralis (lagarto-de-cauda-verde) NE - Estado ICMBio EN
- Ameivula nativo (lagartinho-de-linhares) NE - Estado ICMBio EN
- Contomastix vacariensis (lagartinho-pintado) DD IUCN - Estado ICMBio VU
- Eurolophosaurus amathites (desconhecido) DD IUCN - Estado ICMBio EN
- Kentropyx vanzoi (calango) NE - Estado ICMBio VU

Família Amphisbaenidae (cobras-de-duas-cabeças)
- Amphisbaena arda (cobras-de-duas-cabeças) NE - Estado ICMBio EN
- Amphisbaena frontalis (cobras-de-duas-cabeças) NE - Estado ICMBio EN
- Amphisbaena nigricauda (cobras-de-duas-cabeças) NE - Estado ICMBio VU
- Amphisbaena supernumeraria (cobras-de-duas-cabeças) NE - Estado ICMBio EN
- Amphisbaena uroxena (cobras-de-duas-cabeças) NE - Estado ICMBio EN
- Leposternon kisteumacheri (cobras-de-duas-cabeças) NE - Estado ICMBio VU
- Leposternon octostegum (cobras-de-duas-cabeças) NE - Estado ICMBio EN
- Leposternon scutigerum (cobras-de-duas-cabeças) DD IUCN - Estado ICMBio EN

Família Typhlopidae (cobras-cegas)
- Typhlops amoipira (cobra-cega-das-dunas) DD IUCN - Estado ICMBio EN
- Typhlops paucisquamus (desconhecido) NE - Estado ICMBio VU
- Typhlops yonenagae (cobra-cega-do-são-francisco) NE - Estado ICMBio EN

Família Tropidophiidae (cobras-anãs)
- Tropidophis grapiuna (desconhecido) NE - Estado ICMBio VU

Família Boidae (jiboias, sucuris, salamantas)
- Corallus cropanii (jiboia-amarela) EN IUCN - Estado ICMBio VU

Família Dipsadidae (cobras-rainhas e cobras-d'água)
- Apostolepis arenaria (cobra-rainha-do-são-francisco) NE - Estado ICMBio EN
- Apostolepis gaboi (cobra-rainha-das-dunas) NE - Estado ICMBio EN
- Apostolepis quirogai (desconhecido) NE - Estado ICMBio EN
- Apostolepis serrana (cobra-rainha-da-serra-do-roncador) NE - Estado ICMBio EN
- Apostolepis striata (cobra-rainha-estriada) NE - Estado ICMBio EN
- Atractus caete (cobra-da-terra-da-floresta) NE - Estado ICMBio EN
- Atractus hoogmoedi (desconhecido) NE - Estado ICMBio EN
- Atractus ronnie (cobra-da-terra-dos-brejos) NE - Estado ICMBio EN
- Atractus serranus (desconhecido) NE - Estado ICMBio VU
- Atractus thalesdelemai (cobra-da-terra-do-sul) NE - Estado ICMBio EN
- Calamodontophis paucidens (cobra-espada-dos-pampas) VU IUCN - Estado ICMBio EN
- Calamodontophis ronaldoi (cobra-espada-do-paraná) EN IUCN - Estado ICMBio EN
- Ditaxodon taeniatus (parelheira-listrada-do-campo) NE - Estado ICMBio VU
- Echinanthera cephalomaculata (desconhecido) NE - Estado ICMBio VU
- Hydrodynastes melanogigas (cobra-d'água-grande-do-tocantins) NE - Estado ICMBio EN
- Phalotris multipunctatus (fura-terra-pintada) NE - Estado ICMBio EN
- Philodryas livida (desconhecido) VU IUCN - Estado ICMBio VU
- Rodriguesophis chui (muçurana-nariguda-das-dunas) NE - Estado ICMBio EN
- Rodriguesophis scriptorcibatus (muçurana-nariguda-do-são-francisco) NE - Estado ICMBio EN

Família Viperidae (jararacas, urutus e cascavéis)
- Bothrops alcatraz (jararaca-de-alcatrazes) CR IUCN - Estado ICMBio CR
- Bothrops insularis (jararaca-ilhôa) CR IUCN - Estado ICMBio CR
- Bothrops muriciensis (jararacuçu-de-murici) NE - Estado ICMBio EN
- Bothrops otavioi (desconhecido) NE - Estado ICMBio CR
- Bothrops pirajai (jararacuçu-tapete) VU - Estado ICMBio EN